# Joseph-Alexandre Mercier
Pour l’article homonyme, voir Mercier.
Joseph-Alexandre Mercier (3 décembre 1874-16 juillet 1935) est un avocat et homme politique fédéral du Québec.

## Biographie
Né à Montréal, il étudie au Collège Sainte-Marie de Montréal et à l'Université Laval à Montréal où il obtint un Baccalauréat en arts.
Élu député du Parti libéral du Canada dans la circonscription fédérale de Laurier—Outremont en 1925, il est réélu en 1926 et en 1930. Il est mort en fonction, peu de temps avant les élections de 1935.